# Казаков, Василий Иванович (государственный деятель)
Василий Иванович Казаков (18 января 1927, д. Пичурино, Орехово-Зуевский уезд, Московская губерния, РСФСР, СССР — 14 октября 2008, Москва, Россия) — советский партийный, государственный деятель, заместитель Председателя Совета Министров РСФСР (1976—1989), председатель Центральной избирательной комиссии по выборам народных депутатов РСФСР — РФ (1989—1993).

## Биография
В 1953 году окончил Всесоюзный заочный машиностроительный институт.
- В 1944—1954 годах — работал на Ленинградском станкостроительном заводе им. Я. М. Свердлова,
- с 1954 года — на партийной работе.
- В 1965—1970 годах — первый секретарь Калининского райкома КПСС города Ленинграда.
- В 1970—1973 годах — второй секретарь Ленинградского обкома КПСС,
- в 1973—1976 годах — председатель исполкома Ленинградского городского Совета депутатов трудящихся,
- в 1976—1989 годах — заместитель Председателя Совета Министров РСФСР,
- в 1989—1993 годах — председатель Центральной избирательной комиссии по выборам народных депутатов РСФСР - РФ.

Член ЦК КПСС в 1971—1981 годах (кандидат в члены ЦК КПСС в 1981—1990). Член КПСС с 1947 г. Депутат Совета Национальностей Верховного Совета СССР (1974—1989) от Башкирской АССР.
Народный депутат СССР (1989—1991 годы).
16 мая 1990 года в качестве председателя Центральной избирательной комиссии РСФСР открыл I съезд народных депутатов РСФСР и председательствовал на его заседаниях до избрания 29 мая 1990 года Б.Н. Ельцина Председателем Верховного Совета РСФСР.
С 1993 года на пенсии.
Похоронен в Москве на Троекуровском кладбище.

## Государственные награды
Награждён орденами Ленина, Октябрьской Революции, двумя орденами Трудового Красного Знамени и медалями.